# Внебрачный ребёнок

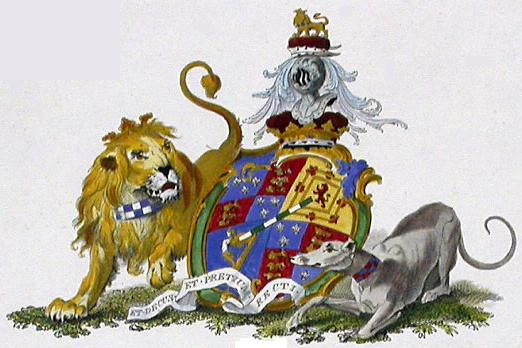
Жезл слева — в некоторых геральдических системах фигура внебрачного рождения, как, например, в этом гербе потомков герцога Графтона, внебрачного сына короля Англии Карла II

Внебра́чный ребёнок (внебра́чный сын, внебра́чная дочь) — сын или дочь родителей, не состоявших в законном браке на момент рождения этого ребёнка. Исторически в Европе дети вне официального церковного брака, обычно, не имели никаких прав наследования имущества своего отца и других родственников без специального волеизъявления на это своих биологических родителей и/или главы родового дома. В дореволюционной России также употреблялось понятие «незаконнорождённый», во Франции и некоторых других странах Европы — «бастард». В современных обществах (включая российское) внебрачные дети полностью приравнены в юридических правах к детям, рождённым в браке.

## Исторические и локальные понятия
- Парфении — сословие потомков детей, рождённых спартанками от илотов, во время Мессенских войн обладали урезанными гражданскими правами и были бедны даже по спартанским меркам; сословие прекратило существование после попытки государственного переворота, когда их, в связи с многочисленностью, вместо казни просто отселили за пределы Спарты.
- Нофы — неполноправные жители Древних Афин.
- Чунъин — сословие потомков детей наложниц дворян в средневековой Корее; несмотря на свою законность, были менее полноправны, чем незаконнорождённые дети европейских дворян, хоть и имели более высокое положение, чем простолюдины.
- Иногда к внебрачным еврейским детям неверно применялся термин «мамзер», что снижало их социальный статус по сравнению с другими евреями. Однако согласно еврейской традиции, мамзер — это ребёнок, родившийся в результате запрещённой непосредственным указанием Торы связи, за которую полагается суровое наказание, например, дети, рождённые у замужней женщины в результате прелюбодеяния или инцеста, поэтому в современном Израиле статус мамзера к внебрачным детям официально не применяется[3].
- Бастарды (исп. bastardo) в Западной Европе в Средние века — внебрачные дети владетельной особы (короля, герцога и т. д.). Незаконнорождённые дети дворян получали, как правило, пересечённый перевязью слева родительский герб. Эта геральдическая деталь обыгрывается в названии романа Владимира Набокова «Под знаком незаконнорождённых» (англ. Bend Sinister — буквально «перевязь слева»). Слово бастард в этих странах сейчас также используется как обсценное (см. bastard)[a].
- Бастеры — потомки орлам-нама и первых голландских колонистов. Название бастеров происходит из нидерландского слова, родственного слову «бастард». Современные бастеры считают себя скорее белыми, чем чёрными, говорят на особом диалекте языка африкаанс, используют голландские имена.
- В средние века на Руси внебрачные дети назывались безбатешными, пауголоками, байстрюками, ублюдками от слова блуд.
- Воспитанник (воспитанница) — так в России называли детей (обычно сирот), взятых на воспитание в приёмную семью. Иногда так же называли и внебрачных детей дворян, о воспитании которых заботились отцы, поскольку часто такие воспитанники жили в семье отца-дворянина, будучи записанными на фамилию матери.

## Воспитательные дома для незаконнорождённых
Одним из первых российских высочайших правовых актов, посвященных государственной заботе о незаконнорождённых детях, был указ Петра I от 31 января 1712 года «Об учреждении во всех губерниях гошпиталей». Указ предписывал:
«учинить… пріемъ незазрительной и прокормленіе младенцамъ, которые не отъ законныхъ женъ рождены, дабы вящшаго грҍха не дҍлали, сирҍчь убивства».
4 ноября 1715 года Петром I был издан указ «О сделании в городах при церквах гошпиталей для приему и содержания незаконнорождаемых детей». Согласно указу, следовало «в Москве и других городах… сделать гошпитали», «изобрать искусных жен для сохранения зазорных младенцов, которых жены и девки рождают беззаконно». В обоих указах содержалась ссылка на опыт новгородского архиерея Иова (основавшего в 1706 году первый в России воспитательный дом — приют для подкидышей и незаконнорождённых, созданный в упразднённом монастыре).
В самый день закладки в ещё не построенный Воспитательный дом (учреждённый 1 сентября 1763 года) принесли 19 младенцев; первые двое, нареченные в честь высочайших покровителей Екатериной и Павлом, вскоре умерли. Проблемы с поиском кормилиц для новорожденных заставили администрацию пристраивать их на время в приёмные семьи. Сократить детскую смертность это не помогло — из 40 669 младенцев, принятых в 1764—1797 годах, умерли 35 309 (87 %, Волкевич, гл. II), так как большинство детей, попадавших в Воспитательный дом, были тяжело больны.

## Юридические аспекты

### Юридическая лексика
Данное правовое понятие во многих европейских языках, кроме слова бастард, обозначалось прилагательными, переводящимися как незаконный или незаконнорождённый (нем. unehelichkeit, англ. illegitimate, фин. avioton); внебрачный (англ. extramarital, нидерл. buitenechtelijk, пол. nieślubne dziecko); дитя любви (англ. love child), дитя по природе (итал. figlio naturale), прелюбодейный (фр. adultérin, от адюльтер), ребёнок с незаконным отцом (порт. Filiação ilegítima).

### Изменение правового статуса
В англосаксонской правовой семье внебрачные дети официально даже не имели родственников, в том числе по материнской линии. Но часто в состоятельных семьях их отдавали на воспитание к другим родственникам или опекунам (которым иногда был отец ребёнка). В Британии Акт о законнорождённости 1926 года (Legitimacy Act 1926; 16 & 17 Geo. 5 c. 60) и Акт о реформе семейного права 1969 года (Family Law Reform Act 1969; c. 46) провозгласили равенство всех детей. До начала 1970-х годов в США в некоторых штатах тоже существовало поражение в правах внебрачных детей. Но после серии процессов Верховный суд постановил убрать дискриминирующие законы из свода законов таких штатов (как нарушающие принцип равноправия, провозглашённый в 14-й поправке к Конституции).

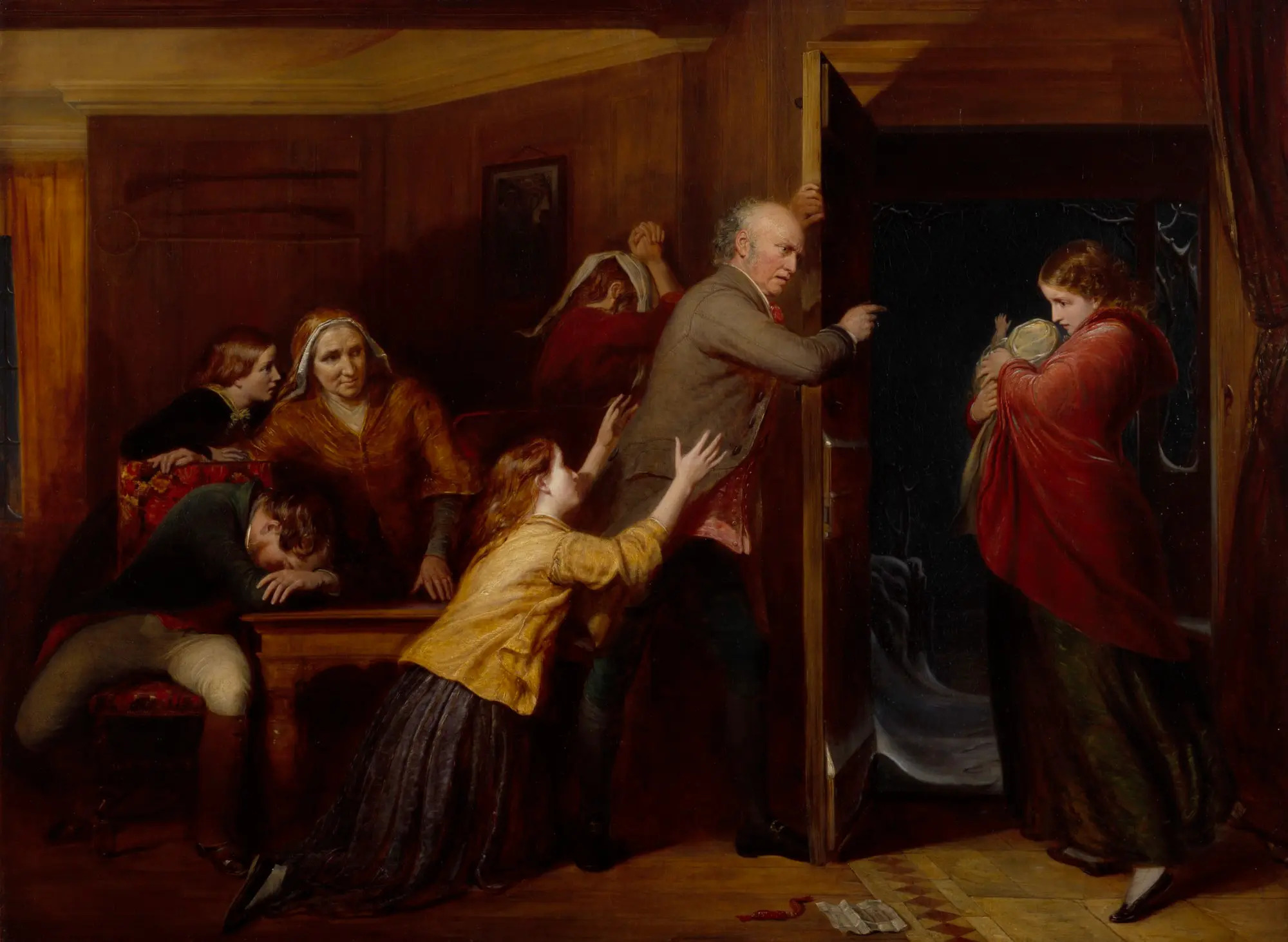
Отец изгоняет дочь из дому после того как она родила ублюдка
Худ. Ричард Редгрейв; 1851 год

В Российской империи до 1902 года внебрачные (незаконорожденные) дети не имели никаких имущественных прав в отношении своих родителей. В 1902 году было установлено, что внебрачный ребёнок имеет право наследовать имущество своей матери и имеет право на ограниченное содержание от отца, если удавалось доказать происхождение от него ребёнка.
После Октябрьской революции ВЦИК и СНК издали Декрет о гражданском браке, о детях и о ведении книг актов состояния, который предусматривал, что «дети внебрачные уравниваются с брачными относительно прав и обязанностей как родителей к детям, так и детей к родителям».
Согласно Кодексу законов об актах гражданского состояния, Брачном, Семейном и Опекунском праве РСФСР 1918 г. отцом и матерью ребёнка считались лица, записанные в книге записей о рождении в качестве его родителей, независимо от того, состоят ли они в браке или нет. При отсутствии записи о родителях, неправильности или неполноте заинтересованным лицам предоставлялось право доказывать отцовство и материнство в судебном порядке.

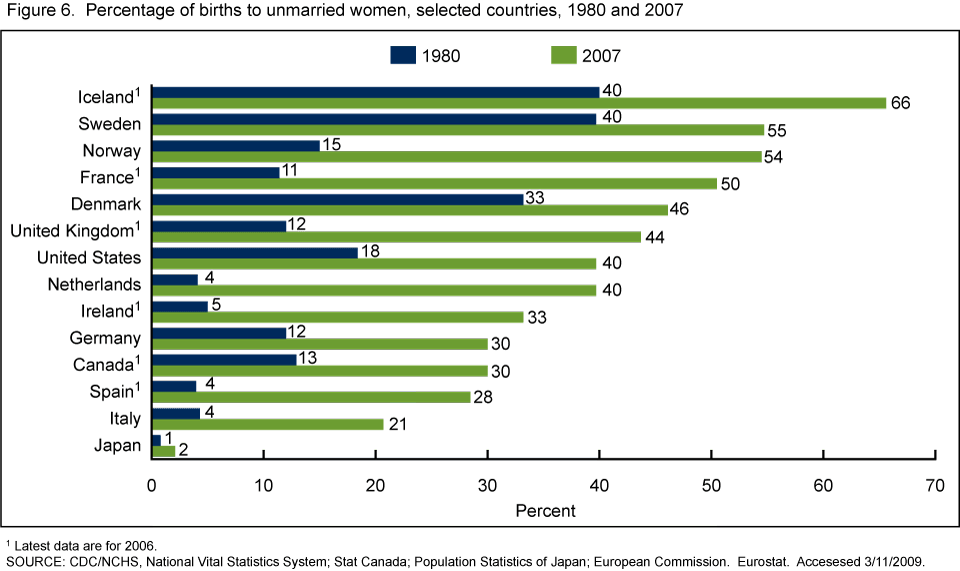
Процент детей, рождённых вне брака (от общего количества новорождённых), по отдельным странам, в сравнении 1980 и 2007 года

Кодекс законов о браке, семье и опеке РСФСР 1926 г. упростил и упорядочил процедуру установления отцовства. В целях защиты интересов ребёнка матери предоставлялось право в период беременности или после рождения ребёнка подать заявление об отце ребёнка в орган записи актов гражданского состояния. О поступившем заявлении этот орган извещал лицо, названное в заявлении отцом. Если от последнего в течение месяца со дня получения им извещения не поступало возражения, этот мужчина записывался отцом ребёнка. Обратиться в суд с заявлением об установлении отцовства можно было только после рождения ребёнка.
Согласно Указу Президиума Верховного Совета СССР от 08.07.1944 г. «Об увеличении государственной помощи беременным женщинам, многодетным и одиноким матерям, усилении охраны материнства и детства, об установлении почётного звания „Мать-героиня“ и учреждении ордена „Материнская слава“ и медали „Медаль материнства“» отменялось право обращения матери в суд с иском об установлении отцовства и о взыскании алиментов по содержанию ребёнка, родившегося от лица, с которым она не состоит в зарегистрированном браке. Эта норма была отменена лишь с принятием «Основ законодательства СССР о браке и семье» в 1968 году. Но всё равно требовались доказательства признания отцом своего отцовства и доказательств нахождения ребёнка у него на иждивении.
Только после принятия Семейного кодекса РФ в 1995 году для признания отцовства стало достаточным любых доказательств, с достоверностью подтверждающих происхождение ребёнка от ответчика. Наиболее достоверным из них является генетическая экспертиза. Следует учитывать, что нормы Семейного кодекса РФ не имеют обратной силы и не действуют в отношении установления отцовства детей, рождённых до 1 марта 1996 года.

## Современные тенденции
В настоящее время наблюдается устойчивый рост внебрачных рождений в развитых странах мира. Например, ещё в 1960 году примерно 5 % детей в США рождалось у незамужних женщин, но уже в 1980 году эта цифра достигла 18 %, а в 2009 году 41 %. В Европе процент фактических браков также неуклонно растёт на протяжении последних десятилетий.
| Страна                                    | Количество внебрачных детей (%) |
| ----------------------------------------- | ------------------------------- |
| Исландия                                  | 65,0                            |
| Эстония                                   | 59,7                            |
| Словения                                  | 56,8                            |
| Болгария                                  | 56                              |
| Норвегия                                  | 55                              |
| Швеция                                    | 54,2                            |
| Франция                                   | 55                              |
| Бельгия                                   | 49                              |
| Великобритания                            | 46,9                            |
| Латвия                                    | 43,7                            |
| Нидерланды                                | 43,3                            |
| Венгрия                                   | 42,2                            |
| Чехия                                     | 41,8                            |
| Финляндия                                 | 40,8                            |
| Австрия                                   | 40,4                            |
| Словакия                                  | 34                              |
| Германия                                  | 33,5                            |
| Кипр                                      | 15,2                            |
| Греция (один из самых низких показателей) | 8,1                             |

Исторический максимум внебрачной рождаемости (26 %) в России был отмечен в 2009 году. В России почти каждый третий ребёнок в 2010 году родился вне брака. В России в 2011 году 22,3 % среди всех детей и 24,8 % среди первенцев были рождены вне брака, а в 2012 году доля рождённых вне брака детей была 22,8 % среди всех детей и 20,8 % среди первенцев. Однако лидерами по внебрачным отношениям являются страны Латинской Америки.
| Страна      | Количество внебрачных детей (%) |
| ----------- | ------------------------------- |
| Панама      | 80                              |
| Сальвадор   | 73                              |
| Белиз       | 58,1                            |
| Аргентина   | 52,7                            |
| Коста-Рика  | 48,2                            |
| Пуэрто-Рико | 45,8                            |
| Чили        | 43,6                            |
| Мексика     | 41,5                            |

К 2012 году процент внебрачных рождений повысился ещё больше: в Колумбии — 74 %, в Чили — 70,7 %, в Парагвае — 70 %, в Перу — 69 %, в Бразилии — 65,8 %, в Доминиканской Республике — 63 %, в Мексике — 55 %.
Внебрачные рождения гораздо меньше распространены в Азии: в 1998 году их процент в Японии составлял 1,4 %, Израиле — 3,1 %, Китае — 5,6 %, Узбекистане — 6,4 %. Однако в некоторых странах он заметно выше: в Казахстане — 21 %, Кыргызстане — 24 %.
По мнению специалистов Института демографии ГУ-ВШЭ, в современных развитых странах внебрачные рождения часто повышают общую рождаемость, поскольку наблюдается положительная зависимость между общим уровнем рождаемости и долей внебрачных рождений, например: во Франции суммарный коэффициент рождаемости — 1,96 ребёнка на женщину (из них 50 % вне брака); в Норвегии — 1,77 (54 % вне брака); Исландия — 1,89 (66 % вне брака), а страны с низкой долей внебрачных рождений имеют очень низкие показатели рождаемости: Япония — 1,21 (2 % вне брака); Греция — 1,38 (5 % вне брака); Италия — 1,39 (21 % вне брака). Однако есть и обратный пример в Молдавии за последние 20 лет на фоне общего падения рождаемости процент внебрачных детей повысился в два раза с 11 % в 1990 году до 22,9 % в 2009 году.
Обычно процент внебрачных детей выше (почти на 10 %) во время первой беременности. При этом наибольшее количество внебрачных рождений наблюдается среди молодых женщин, так в США в 2022 году 92 % родов у женщин до 20 лет — были внебрачными, 68 % — у женщин 20—24 лет и 41 % — у женщин 25—29 лет, тогда как у женщин 30—34 лет лишь 27 % родов были внебрачными и 24 % — у женщин 35—39 лет. Есть этнические различия в проценте внебрачных детей: в США внебрачными являются 69 % детей у чернокожих женщин, 68 % у индейских женщин, 53 % у испаноязычных американок, 52 % у американок тихоокеанского происхождения, 27 % у белых неиспаноязычных женщин и 12 % у американок азиатского происхождения. Однако процент внебрачных рождений повышается у женщин, рожающих после 40 лет. В России такие матери обеспечивают почти треть внебрачной рождаемости.

### Отношение религий к внебрачным рождениям
К настоящему времени многие[кто?] религиозные лидеры пересмотрели традиционное (осуждающее) отношение к матерям-одиночкам и внебрачным детям.
Патриарх Московский и всея Руси Алексий II сказал: «Нужно приветствовать женщину, которая решилась одна родить и воспитать ребёнка, всячески ей помогать, оберегать от косых взглядов и осуждения толпы. В наше время это героизм. Особенно если учесть, что многие весьма благополучные женщины и вовсе отказываются рожать детей, считая их ненужным бременем. Что до мужчин, которые подстрекают женщин к аборту или бросают их с детьми, то Церковь их осуждает, как и общество».
Критикуя священников, которые отказывались крестить внебрачных детей, Папа Римский Франциск утверждал, что незамужние матери поступили правильно, дав жизнь ребёнку, а не сделав аборт, и что Церковь не должна их сторониться. Он сказал: «В нашем церковном округе есть некоторые священники, которые не хотят крестить детей одиноких матерей, потому что эти дети не были зачаты в святости брака. Это современные фарисеи. Это те, кто клерикализируют церковь. Те, кто хотят отделить народ Божий от спасения. А бедная девушка, которая вместо того, чтобы возвратить ребёнка отправителю, имела отвагу принести его в мир, вынуждена ходить от прихода к приходу, чтобы его покрестить!»

## Комментарии
1. ↑  Старофранцузское слово bâtard означало не ребенка, рожденного вне брака, а ребенка от мезальянса — неравного союза, обычно между дворянином и женщиной более низкого происхождения[4].
2. ↑  Незазрительной — анонимный.